# Spherillo zebricolor
Spherillo zebricolor is een pissebed uit de familie Armadillidae. De wetenschappelijke naam van de soort is voor het eerst geldig gepubliceerd in 1900 door Thomas Roscoe Rede Stebbing.